# Erygia tamsi
Erygia tamsi là một loài bướm đêm trong họ Noctuidae.